# Mikałaj Auchimowicz
Mikałaj Auchimowicz (biał. Аўхімовіч Мікалай Яфрэмавіч, ros. Николай Ефремович Авхимович, ur. 22 grudnia 1906?/4 stycznia 1907 w Borysowie, zm. 12 września 1996 w Mińsku)  – radziecki i białoruski polityk, prezes Rady Ministrów Białoruskiej SRR w latach 1956–1959.

## Życiorys
Od 1922 pracował jako pomocnik szofera wojskowego oddziału w Smoleńsku, następnie w Mińsku i Homlu, później obsługiwał punkt pocztowo-telegraficzny w Borysowie. W latach 1926–1930 był sekretarzem rejonowego komitetu Komsomołu i rejonowego komitetu wykonawczego w mieście Lepel, 1933–1935 zastępcą naczelnika wydziału politycznego komitetu w Puchowiczach, 1935–1938 zastępcą dyrektora stanicy maszynowo-traktorowej (MTS) w Kopylu, 1938–1939 I sekretarzem rejonowego komitetu Komunistycznej Partii (bolszewików) Białorusi (KP(b)B) w tym mieście. Od września 1939 do stycznia 1940 był I sekretarzem Komitetu Powiatowego KP(b)B w Augustowie, od stycznia do grudnia 1940 I sekretarzem Augustowskiego Komitetu Rejonowego KP(b)B, od 22 grudnia 1940 do 6 czerwca 1947 sekretarzem KC KP(b)B ds. kadr i jednocześnie od 18 lutego 1945 do 6 czerwca 1947 zastępcą członka Biura KC KP(b)B. Od lutego 1948 do listopada 1951 był I sekretarzem Komitetu Obwodowego KP(b)B w Homlu, a od listopada 1951 do sierpnia 1953 w Grodnie, od 27 czerwca 1953 do 28 lipca 1956 II sekretarzem KC Komunistycznej Partii Białorusi (KPB). Od 28 lipca 1956 do 9 kwietnia 1959 był prezesem Rady Ministrów Białoruskiej SRR, od 10 kwietnia 1959 do maja 1961 ministrem produktów zbożowych Białoruskiej SRR, od maja 1961 do stycznia 1974 ministrem opieki społecznej Białoruskiej SRR. Następnie przeszedł na emeryturę. W latach 1975–1991 był pracownikiem naukowym Instytutu Historii Partii Komunistycznej przy KC KPB. Deputowany do Rady Najwyższej ZSRR od 2 do 5 kadencji. Członek KC KPZR od 26 lutego 1956 do 17 października 1961.

## Odznaczenia
- Order Lenina (trzykrotnie)
- Order Czerwonego Sztandaru
- Order Wojny Ojczyźnianej I klasy (dwukrotnie)
- Order Czerwonego Sztandaru Pracy (dwukrotnie)
- Order „Znak Honoru”